# Euphorbia epiphylloides
Euphorbia epiphylloides es una especie fanerógama perteneciente a la familia de las euforbiáceas. Es endémica de la India en Andaman.

## Descripción
Un árbol suculento desarmado, que se registró, en 1977, como localmente común en varias localidades. Estudios recientes han tenido menos éxito en la localización de las especies. En total no más de 250 plantas existen alrededor en Andamán del Norte, lo que representa una disminución importante del número de habitantes originales.

## Taxonomía
Euphorbia epiphylloides fue descrita por Wilhelm Sulpiz Kurz y publicado en Journal of the Asiatic Society of Bengal. Part 2. Natural History 42(2): 247. 1873.
Etimología
Euphorbia: nombre genérico que deriva del médico griego del rey Juba II de Mauritania (52 a 50 a. C. - 23), Euphorbus, en su honor – o en alusión a su gran vientre –  ya que usaba médicamente Euphorbia resinifera. En 1753 Carlos Linneo asignó el nombre a todo el género.
epiphylloides: epíteto